# Uralochka Zlatoust
El Uralochka Zlatoust es un club polideportivo ruso de con sede en la ciudad de Zlatoust.

## Historia
En 2009 participa en liga de campeones europea de waterpolo femenino.

## Palmarés
- 4 veces campeón de la Liga de Rusia de waterpolo femenino (1999, 2000, 2001 y 2002)